# Åre (commune)
La commune d'Åre est une commune du comté de Jämtland[Où ?]. 10 555 personnes y vivent. Son siège se trouve à Åre.

## Localités principales

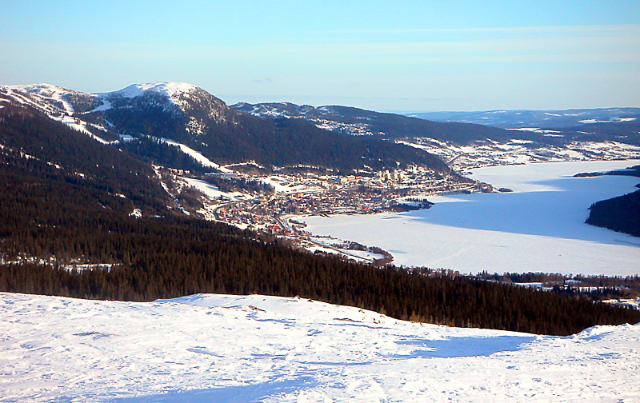
Åresjön et Åre sont vus depuis le Mullfell à proximité de Duved

- Åre
- Duved
- Hallen
- Järpen
- Kall
- Mattmar
- Mörsil
- Storlien
- Undersåker